# Ledion Liço
Ledion Liço (* 13. Juni 1986 in Leskovik, Kolonja, Albanien) ist ein albanischer Hörfunk- und Fernsehmoderator, Produzent, Sänger und Mediendirektor. Bekannt wurde er vor allem durch die Moderation der Reality-TV-Show Big Brother VIP Albania. Er arbeitet seit vielen Jahren für den Sender Top Channel als Kreativdirektor und für Top Albania Radio als Generaldirektor.

## Karriere
Liço begann seine Karriere 2005 als Moderator der TV-Shows Wake Up und Shtojzovallet. Später wurde er für seine Arbeit bei Musik- und Unterhaltungssendungen wie Top Fest (2007–2016), Top Awards und Unplugged (2006–2008) bekannt. 2015 moderierte er Big Brother Albania 8. Zudem war er Moderator bei The Voice of Albania (2011–2017) und The Voice Kids Albania (2016–2018), wo er auch als ausführender Produzent tätig war.
Seit 2019 ist Liço Geschäftsführer von Top Channel Films und Top Albania Radio. 2020 wurde er Künstlerischer Leiter von Top Channel Albanien. 2024 kehrte Liço als Moderator der dritten Staffel von Big Brother VIP Albania zurück. Später wurde er als Moderator für die vierte Staffel bestätigt. Liço war außerdem an Musiksendungen wie A.Live.Night (2022), Summer Dance und Heineken Sessions beteiligt.

## Filmografie

### Fernsehen
- Ethet e së Premtes (2002) – Teilnehmer
- Wake Up – Moderator, Produzent
- Shtojzovallet (2005) – Moderator
- Top Fest (2007–2016) – Moderator, auch Teilnehmer 2008
- Unplugged (2006–2009) – Moderator
- The Voice of Albania (2012–2015, 2017) – Moderator
- Top Music Awards (2016) – Moderator
- Voice Kids Albania (2018) – Moderator, ausführender Produzent
- Big Brother VIP Albania (seit 2024) – Moderator

#### Radio
- Wake Up – Moderator, Produzent
- Heineken Sessions (2015) – Produzent
- A•Live•Night (2022) – Produzent

## Privatleben
Liço ist mit Sara Hoxha verheiratet, die Miteigentümerin von Top Media ist, dem Mutterunternehmen des Fernsehsenders Top Channel Albania. Das Paar hat drei Kinder.